# Emeterio Muga Díez
Emeterio Muga Díez (Saragossa, 1877 - València, 1956) Fou un militar i polític espanyol, diputat a les Corts Espanyoles durant la restauració borbònica i governador civil durant la Segona República Espanyola

## Biografia
Era tinent coronel de cavalleria, i com a tal participà en la repressió de moviments polítics i socials a Barcelona, València i Tudela. Inicialment milità també al Partit Conservador, i fou elegit diputat per Sueca a les eleccions generals espanyoles de 1914, però després es passà al sector dirigit per Santiago Alba Bonifaz del Partido Liberal a les eleccions generals espanyoles de 1919 i 1923. Durant la Segona República Espanyola es va adscriure al Partit Republicà Radical, i el 1933-1935 fou nomenat governador civil de Biscaia i de Guipúscoa.
En 1905 va constituir amb José León, Luís de Jaudenes Vilallonga i altres la societat Sporting Club amb l'ànim de convertir-la en un gran club poliesportiu on tinguin cabuda diverses disciplines. En maig de 1910 va fundar la Societat Gimnàstica Valenciana, un club que integrava com a secció futbolística al València C.F.

## Obres
- Descripción físico-geológica del Reino de Valencia